# ZTKKF Stilon Gorzów Wielkopolski
Der ZTKKF Stilon Gorzów Wielkopolski (Zakładowe Towarzystwo Krzewienia Kultury Fizycznej Stilon Gorzów Wielkopolski) ist ein polnischer Frauenfußballverein aus der Stadt Gorzów Wielkopolski (deutsch Landsberg an der Warthe) in der Woiwodschaft Lebus. Der Verein wurde bisher drei Mal Meister und Pokalsieger. Mehrere Vizemeistertitel sowie Endspielteilnahmen um den polnischen Pokal in den 1990er-Jahren machten den Verein zum Spitzenklub im polnischen Frauenfußball. 
Ab der Saison 2001/02 spielte der Verein nur noch in der zweithöchsten Spielklasse. Dabei gelang 2005 und 2010 der Wiederaufstieg in die Ekstraliga Kobiet, aus der man aber beide Male direkt wieder abstieg. 2009 verpasste der Verein den Aufstieg nach zwei Niederlagen in der Relegation. Zurzeit (Stand: 2017) spielt der Verein in der drittklassigen 2. Liga.

## Erfolge
- Polnische Fußballmeisterschaft der Frauen: 1991/92, 1994/95, 1995/96
- Polnischer Fußballpokalsieger der Frauen: 1990/91, 1991/92, 1992/93